# Ферреро, Хуан Карлос
Хуа́н Ка́рлос Ферре́ро Дона́т (исп. Juan Carlos Ferrero Donat; род. 12 февраля 1980 года, Онтеньенте, Испания) — испанский профессиональный теннисист и тренер; победитель одного турнира Большого шлема в одиночном разряде (Открытый чемпионат Франции-2003); финалист двух турниров Большого шлема в одиночном разряде (Открытый чемпионат Франции-2002, Открытый чемпионат США-2003); бывшая первая ракетка мира в одиночном разряде; победитель 16 турниров ATP в одиночном разряде. Тренер другого испанского теннисиста Карлоса Алькараса в тот момент, когда тот выиграл несколько титулов на турнирах Большого Шлема и стал первой ракеткой мира.

## Общая информация
Начал играть в теннис в возрасте семи лет со своим отцом Эдуардо (умер весной 2022 года, когда Хуан Карлос уже завершил выступления и работал тренером), который часто сопровождал его на турниры. Его мать Росарио умерла, когда Хуану Карлосу было 16 лет. Есть две сестры Анна и Лаура. Девушка Ферреро Ева Алонсо родила ему дочь по имени Вега 9 сентября 2014 года, а в июле 2015 года их пара поженилась.
Спортивное прозвище — «Москит» (исп. Mosquito). Кумиром в мире тенниса в детстве был Джим Курье. Ферреро владелец собственной теннисной академии для молодых талантов в возрасте от 14 до 21 года, которая находится в Вильене. В 2003 году Ферреро был признан спортсменом года в Испании.
Болельщик футбольного клуба «Реал Мадрид».
Инвентарь
Одежда и обувь — Lotto. Ракетка — Prince.

### Стиль игры
Хотя Ферреро был известен как один из лучших игроков на грунтовых кортах своего времени, он зарекомендовал себя как универсальный игрок благодаря своим отличным выступлениям на турнирах на хардовом и травяных покрытиях (Ферреро дважды играл в четвертьфинале Уимблдона). Выиграв осенью 2002 года турнир на харде в Гонконге, испанец во время интервью сказал, что предпочитает играть на кортах с хардовым покрытием, и на нем он много тренировался в детстве. Эксперты по теннису сошлись во мнении, что игра Ферреро на грунтовом корте хорошо переносится на корт с твердым покрытием из-за его агрессивного для испанца стиля игры. Испанец отлично принимал подачи и неплохо для своего телосложения подавал сам. У него также были разнообразные подкрученные удары, один из лучших ударов справа в туре и высокая скорость передвижения на корте. Испанец мог конкурировать по скорости передвижения по корту с Ллейтоном Хьюиттом и Гильермо Корией, которые были эталоном скорости в тот период. У сетки играл не особо уверенно и редко. За скорость и хрупкое телосложение у Ферреро в туре было прозвище «Москит». После 2004 года скорость испанца из-за травм ног упала и вместе с этим упали и результаты испанца. Начиная с 2004 года Хуан-Карлос никогда не проходил на «Ролан Гаррос» дальше третьего круга. И не потому, что проигрывал Рафаэлю Надалю. С Надалем Ферреро на «Ролан Гаррос» не встречался ни разу. Зато Ферреро дважды играл в четвертьфинале на траве Уимблдона в 2007 и 2009 годах, когда его лучшие годы в теннисе уже прошли, что показывает факт, что Ферреро не был типичным грунтовым игроком.

## Спортивная карьера

### Начало карьеры
На юниорском этапе карьеры Ферреро смог выйти в финал Открытого чемпионата Франции среди юношей в 1998 году, где проиграл чилийцу Фернандо Гонсалесу. В июле того же года он выиграл первый титул на турнирах из серии «фьючерс».
В марте 1999 года испанский теннисист впервые сыграл в основных соревнованиях ATP-тура, сыграв на турнире в Касабланке. С ходу Хуану Карлосу удалось одержать три победы и пройти в полуфинал соревнований. В апреле он победил на турнире серии «челленджер» в Неаполе. На турнире в Барселоне Ферреро прошёл в стадию третьего раунда, где сразился со второй ракеткой мира на тот момент Карлосом Мойей и проиграл ему в трёх сетах. В июне 19-летний испанец выиграл ещё один челленджер" в Майе и впервые поднялся в топ-100 мирового рейтинга. В июле в матче второго раунда грунтового турнира в Кицбюэле он одержал первую победу над теннисистом из первых двадцати, обыграв № 15 в мире Томми Хааса. В целом он на турнире вышел в четвертьфинал. Дебютную игру в основной сетке взрослого турнира из серии Большого шлема Ферреро сыграл в конце августа на Открытом чемпионате США. В первом раунде он уступил № 8 в мире Грегу Руседски. В сентябре испанец завоевал свой первый титул на основных соревнованиях АТП. Произошло это на турнире на Мальорке. В решающем матче Ферреро смог победить соотечественника Алекса Корретху (№ 11 в мире) со счётом 2-6, 7-5, 6-3. В итоговом рейтинге сезона 1999 года он занял уже 42-е место и получил награду ATP «новичок года».
2000 год Ферреро начинает с 1/4 финала на турнире в Окленде. На дебютном для себя Открытом чемпионате Австралии он вышел в третий раунд и сыграл два пятисетовых матча. В феврале он хорошо сыграл на хардовом турнире в Дубае. Во втором раунде он смог впервые обыграть теннисиста из топ-10. Им оказался № 9 в мире на тот момент Николас Лапентти. Одержав затем ещё две победы, Хуан Карлос пробился в финал, где уступил № 4 в мире Николасу Киферу — 5-7, 6-4, 3-6. В марте ему удалось дойти до полуфинала в Скоттсдейле. В апреле Ферреро дебютировал за сборную Испании в Кубке Дэвиса. В четвертьфинале против сборную России он внёс весомый вклад, одержав победы над лидерами российской команды: Евгением Кафельниковым и Маратом Сафиным. В начале грунтовой части сезона Ферреро вышел в четвертьфинал в Эшториле и на Мастерсе в Монте-Карло. В Барселоне он сыграл в финале, где проиграл Марату Сафину — 3-6 3-6 4-6.
На главном турнире на грунте — Ролан Гаррос Ферреро сумел выйти в полуфинал. В борьбе за финал он смог навязать борьбу бразильцу Густаво Куэртену, но всё-таки уступил в пяти сетах 5-7, 6-4, 6-2, 4-6, 3-6. На харде его результаты были похуже. На Открытом чемпионате США в августе Хуан Карлос вышел в четвёртый раунд, где проиграл Марату Сафину, который по итогу стал чемпионом в том году. В сентябре он впервые сыграл на Олимпийских играх, который проводились в Сиднее. Испанец смог дойти до четвертьфинала, где его выбил француз Арно ди Паскуале. В конце сезона Ферреро вышел в полуфинал Мастерса в Париже, где проиграл Сафину. В декабре он помог сборной Испании завоевать Кубок Дэвиса. В финале с австралийцами Ферреро дважды победил (Ллейтона Хьюитта и Патрика Рафтера) и принёс своей команде два очка из трёх необходимых. Сезон 2000 года он завершает на 12-й строчке рейтинга.

### 2001—2002 (финал на Ролан Гаррос)
В начале марта 2001 года Ферреро завоевал титул на турнире в Дубае (второй в Туре и первый в карьере на харде). В 1/4 финала он обыграл пятую ракетку мира Магнуса Нормана, в 1/2 был сильнее № 15 Доминика Хрбаты, а в финале обыграл на отказе соперника Марата Сафина — 6-2, 3-1. Следующий титул Хуан Карлос берёт в апреле на грунте. На турнире в Эшториле он переиграл в финале Феликса Мантилью — 7-6(3), 4-6, 6-3. Этот успех позволил Ферреро впервые войти в топ-10 мужского рейтинга, где он занял 9-ю строчку. Через две недели он побеждает на турнире в Барселоне, где в титульном матче смог обыграть Карлоса Мойю — 4-6, 7-5, 6-3, 3-6, 7-5. В мае испанец взял первый трофей на турнирах серии Мастерс, выиграв соревнования в Риме. В решающем матче он сразился с первой ракеткой мира Густаво Куэртеном и выиграл в пяти сетах (3-6, 6-1, 2-6, 6-4, 6-2). Ещё на одном Мастерсе в Гамбурге Ферреро сумел дойти до финала, где также сыграл пятисетовый матч, но уступил его Альберту Портасу (6-4, 2-6, 6-0, 6-7(5), 5-7). На Ролан Гаррос он приехал уже в статусе четвёртой ракетки мира и одного из главных претендентов на победу. Ферреро смог добраться до полуфинала, обыграв в том числе двух сеянных теннисистов: № 14 посева Томаса Энквиста и № 6 Ллейтона Хьюитта. В борьбе за выход в финал он в трёх сетах проиграл лидеру классификации Густаво Куэртену.
В июне 2001 года на дебютном для себя Уимблдонском турнире Ферреро прошёл в стадию третьего раунда. В июле на грунтовом турнире в Гштаде он сыграл в финале, где проиграл Иржи Новаку — 1-6, 7-6(5), 5-7. На турнире в Кицбюэле испанец вышел в четвертьфинал. До стадии 1/4 финала он также добрался в августе на Мастерсе в Монреале. который играется на харде. Осенью он ещё два раза играл в четвертьфинале на турнирах в Гонконге и Лионе. В концовке сезона он по рейтингу смог впервые попасть на Итоговый турнир. В своей группе Ферреро одержал две победы над № 1 в мире Густаво Куэртеном и № 13 Гораном Иванишевичем, а матч с № 6 Евгением Кафельниковым проиграл. Таким образом он смог попасть в полуфинал, где потерпел поражение от Ллейтона Хьюитта. По итогам сезона 2001 года испанец занял 5-е место одиночного рейтинга.
Старт сезона и Австралийский чемпионат 2002 года Ферреро пропускает из-за травмы правого колена. Первого четвертьфинала в сезоне он достиг в феврале на турнире в Марселе. В апреле Хуан Карлос выиграл Мастерс в Монте-Карло. На финальных стадиях он обыграл № 7 в мире Томми Хааса, № 8 Себастьяна Грожана и в титульном матче соотечественника Карлоса Мойю со счётом 7-5, 6-3, 6-4. На Открытом чемпионате Франции в своей сетке он смог выбить с турнира четвёртую ракетку мира Андре Агасси и вторую Марата Сафина, пройдя в свой первый финал на Больших шлемах. В борьбе за престижный в мире тенниса трофей он уступил Альберту Косте.
| Стадия  | Соперник (посев)     | Рейтинг | Счёт                      | Время матча |
| 1 раунд | Жан-Рене Лиснар (WC) | 135     | 6-1 7-6(1) 6-3            | 2 ч 31 мин  |
| 2 раунд | Николя Кутло         | 87      | 6-2 5-7 1-6 6-2 6-0       | 2 ч 52 мин  |
| 3 раунд | Гильермо Кориа       | 147     | 6-2 6-3 6-3               | 2 ч 12 мин  |
| 4 раунд | Гастон Гаудио (31)   | 34      | 6-7(3) 6-1 6-7(5) 6-2 6-4 | 3 ч 50 мин  |
| 1/4     | Андре Агасси (4)     | 4       | 6-3 5-7 7-5 6-3           | 2 ч 45 мин  |
| 1/2     | Марат Сафин (2)      | 2       | 6-3 6-2 6-4               | 2 ч 8 мин   |
| Финал   | Альберт Коста (20)   | 22      | 1-6 0-6 6-4 3-6           | 2 ч 30 мин  |

В июле 2002 году Ферреро сыграл в финале турнира в Кицбюэле, где не смог обыграть Алекса Корретху — 4-6, 1-6, 3-6. В августе он дошёл до полуфинала Мастерса в Цинциннати, где на этот раз не справился с Карлосом Мойей. В конце сентября он завоевал второй в сезоне титул на турнире в Гонконге, на этот раз на харде, где в финале был повержен как раз Карлос Мойя — 6-3, 1-6, 7-6(4). В октябре на Мастерсе в Мадриде Хуан Карлос вышел в четвертьфинал, а на турнире в Базеле в полуфинал, где, как и в третьем раунде Открытого чемпионата США, не справился в чилийцем Фернандо Гонсалесом. К концу сезона он занимал 4-е место рейтинга и попал на Итоговый турнир. На групповом этапе испанец переиграл Андре Агасси и Иржи Новака, и проиграл Роджеру Федереру. Пройдя в полуфинал со второго места он встретился там с Карлосом Мойей и обыграл его со счётом 6-7(6), 6-4, 6-4. В финале Ферреро сыграл против лидера мировой классификации Ллейтона Хьюитта и не смог обыграть австралийца (5-7, 5-7, 6-2, 6-2, 4-6). По результатам сезона он занял в рейтинге 4-е место.

### 2003 год (пик карьеры: титул во Франции и финал в США, № 1 в мире)
В начале 2003 года Ферреро вышел в финал турнира в Сиднее, уступив в матче за титул корейцу Ли Хён Тхэку — 6-4, 6-7(6), 6-7(4). На Открытом чемпионате Австралии он впервые вышел в четвертьфинал. В феврале он попал в четвертьфинал на зальном турнире Роттердаме. В апреле испанец смог защитить свой прошлогодний титул на Мастерсе в Монте-Карло. В финале он переиграл аргентинского теннисиста Гильермо Корию — 6-2, 6-2. Через неделю Хуан Карлос вышел в полуфинал в Барселоне, где уступил Сафину. В начале мая он выиграл свой следующий турнир, победив в Валенсии. В решающем матче ему противостоял теннисист из второй сотни Кристоф Рохус, которого Ферреро обыграл со счётом 6-2, 6-4. На Mастерсе в Риме он вышел в полуфинал, где снялся по ходу матча с Роджером Федерером. Главного успеха в своей карьере он достиг в этом сезоне на Ролан Гаррос. Ферреро завоевал свой единственный титул Большого шлема. В четвертьфинале Ферреро наконец-то обыграл неудобного для себя Фернандо Гонсалеса, а в полуфинале он взял реванш у Альберта Косты за поражение в прошлогоднем финале. В решающем матче испанец был фаворитом в борьбе с неожиданным финалистом Большого шлема Мартином Веркерком и обыграл его разгромно в трёх сетах.
| Стадия  | Соперник (посев)       | Рейтинг | Счёт                | Время матча |
| 1 раунд | Мишель Кратохвил       | 85      | 7-5 7-5 6-4         | 2 ч 23 мин  |
| 2 раунд | Николас Массу          | 84      | 6-2 3-0 — отказ     | 42 мин      |
| 3 раунд | Тим Хенмен (25)        | 28      | 4-6 6-2 6-4 6-2     | 2 ч 50 мин  |
| 4 раунд | Феликс Мантилья (20)   | 21      | 6-2 6-1 6-1         | 1 ч 40 мин  |
| 1/4     | Фернандо Гонсалес (19) | 20      | 6-1 3-6 6-1 5-7 6-4 | 3 ч 29 мин  |
| 1/2     | Альберт Коста (9)      | 9       | 6-3 7-6(5) 6-4      | 2 ч 44 мин  |
| Финал   | Мартин Веркерк         | 46      | 6-1 6-3 6-2         | 2 ч 9 мин   |

На Уимблдоне 2003 года Ферреро дошёл до четвёртого раунда, а после турнира поднялся в рейтинге уже на второе место. В июле он два раза сыграл в четвертьфиналах — в Кицбюэле и Сопоте. На Открытом чемпионате США испанский теннисист смог выбить с турнира шестую ракетку мира Ллейтона Хьюитта и лидера классификации Андре Агасси. Ферреро добрался по итогу до финала, где проиграл американцу Энди Роддику. После большого шлема в США Ферреро впервые возглавил мужской одиночный рейтинг, став вторым после Карлоса Мойи испанцем, которому это удалось.
| Стадия  | Соперник (посев)   | Рейтинг | Счёт                | Время матча |
| 1 раунд | Ян Вацек (Q)       | 154     | 6-2 4-6 6-3 6-2     | 2 ч 13 мин  |
| 2 раунд | Юрген Мельцер      | 81      | 1-6 7-6(2) 6-2 6-4  | 2 ч 25 мин  |
| 3 раунд | Хуан Игнасио Чела  | 41      | 7-5 7-5 6-1         | 2 ч 9 мин   |
| 4 раунд | Тодд Мартин        | 93      | 6-2 6-4 3-6 5-7 6-3 | 3 ч 23 мин  |
| 1/4     | Ллейтон Хьюитт (6) | 6       | 4-6 6-3 7-6(5) 6-1  | 2 ч 47 мин  |
| 1/2     | Андре Агасси (1)   | 1       | 6-4 6-3 3-6 6-4     | 2 ч 34 мин  |
| Финал   | Энди Роддик (4)    | 4       | 3-6 6-7(2) 3-6      | 1 ч 41 мин  |

Первой ракеткой мира Ферреро пробыл в течение 8 недель и уступил лидерство 3 ноября 2003 года Энди Роддику. За этот период Ферреро смог выйти в финал турнира в Бангкоке, где уступил Тейлору Денту — 3-6, 6-7(5). Также 23-летний испанский теннисист победил в октябре на Мастерсе в Мадриде. В полуфинале он обыграл № 3 в мире Роджера Федерера (6-4, 4-6, 6-4), а в финале справился с № 21 Николасом Массу (6-3, 6-4, 6-3).

Но на концовку сезона сил у Ферреро не хватило, и последние шесть матчей сезона он проиграл. В заключительном «Мастерсе» в Париже Ферреро во втором раунде проиграл Иржи Новаку. На Итоговом турнире Ферреро выступил неудачно, проиграв все три встречи группового этапа (Федереру, Агасси и Налбандяну). После турнира он опустился ещё на одну позицию и занял по итогам лучшего в карьере сезона 3-ю строчку. В 2003 году Ферреро регулярно выступал за сборную в кубке Дэвиса и помог ей дойти до финала. В конце ноября испанцы встретились в гостевом финале с командой Австралии. Матч проходил на травяном покрытии, которое давало преимущество хозяевам. В итоге Ферреро уступил оба своих матча Ллейтону Хьюитту и Марку Филиппуссису, а сборная Испании проиграла с общим счётом 1-3.

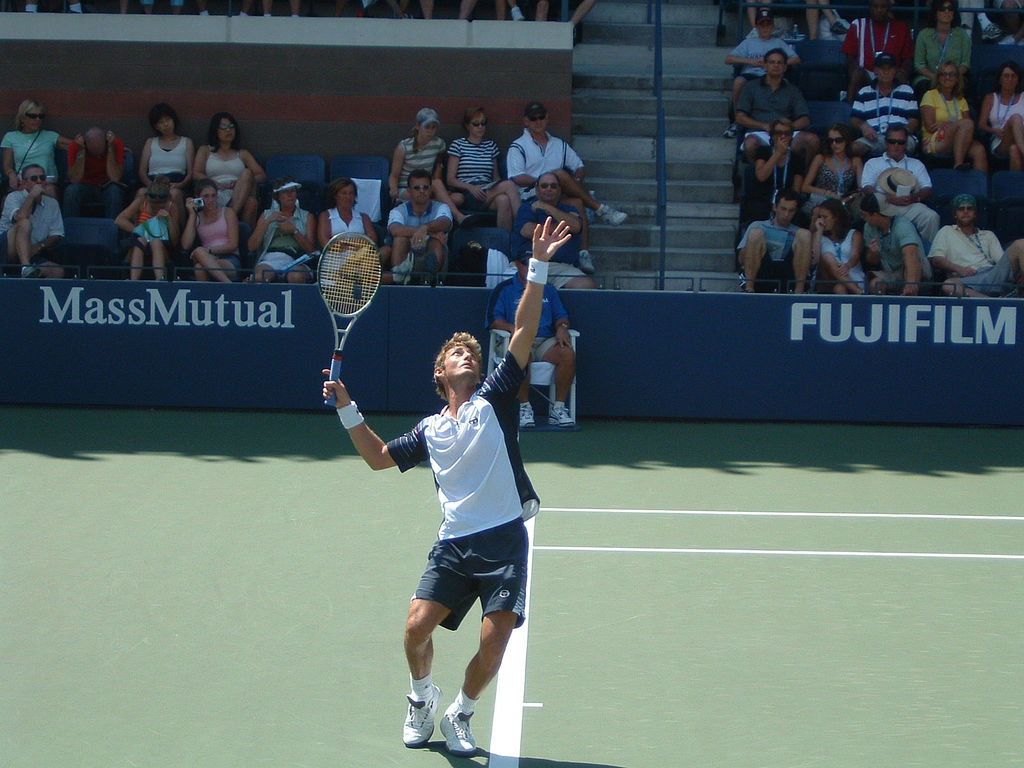
Ферреро на Открытом чемпионате США 2004 года

### 2004 год (травмы и вылет из топ-10)
В начале сезона 2004 на Открытом чемпионате Австралии он вышел в полуфинал, где не смог обыграть Роджера Федерера, уступив в трёх сетах. В феврале на зальном турнире в Роттердаме Хуан Карлос прошёл в финал, где уступил Ллейтону Хьюитту — 7-6(1), 5-7, 4-6. Но дальше результаты испанца пошли на спад. Причиной тому стали в том числе и травмы. В апреле на грунте в Валенсии он добрался до полуфинала, где проиграл Фернандо Вердаско, позволив юному соотечественнику завоевать свой первый титул в карьере. Потом Хуан Карлос попробовал защитить свой прошлогодний титул на Мастерсе в Монте-Карло, но в первом же круге крупно проиграл своему соотечественнику Алексу Корретха со счётом 2-6, 3-6. Майские турниры серии Мастерс испанец был вынужден пропустить из-за травмы ребра и правого запястья. На защиту титула на Ролан Гаррос он вышел без хорошей игровой практики и проиграл уже во втором раунде Игорю Андрееву в трёх сетах. Летом Ферреро сыграл на Олимпийских играх, которые проводились в Афинах, где во втором раунде проиграл Марди Фишу, ставшему серебряным призёром. На Открытом чемпионате США он выбыл во втором раунде, проиграв Стефану Кубеку и потерял много рейтинговых очков, которые ему давались за прошлогодний финал. Ферреро покинул топ-10 мирового рейтинга. Осенние турниры испанец также отыграл неудачно, и за сезон не выиграл ни одного турнира. По ходу сезона 2004 года он вновь играл за сборную в Кубке Дэвиса и помог ей выйти в финал. В решающем матче против США он сыграл одну проигранную парную встречу, но в целом Испания смогла добиться успеха со счётом 3-2 и завоевать кубок.

### 2005—2007

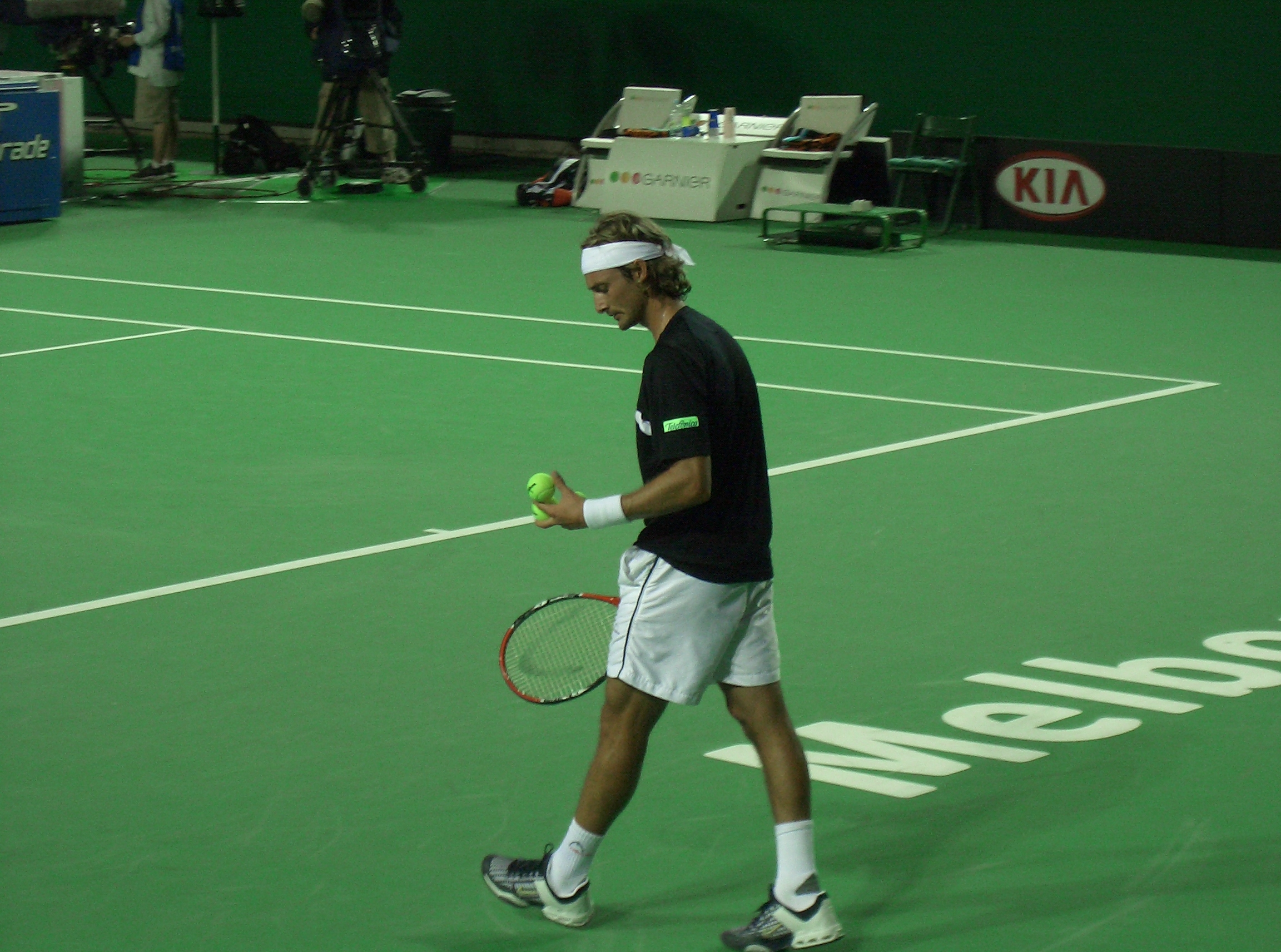
Ферреро на Открытом чемпионате Австралии 2006 года

На Открытом чемпионате Австралии 2005 года Ферреро проиграл в третьем раунде. Весной дважды уступил ранее удобному для себя соотечественнику Карлосу Мойе. Первого заметного результата в сезоне он добился на в апреле на Мастерсе в Монте-Карло, где смог пройти в полуфинал и обыграть в третьем раунде № 4 в мире Марата Сафина. Следующую победу над представителем топ-10 Хуан Карлос одержал через неделю на турнире в Барселоне, где смог переиграть № 8 Гастона Гаудио. Обыграв затем № 16 Николая Давыденко он вышел в финал, где проиграл молодому и прогрессирующему соотечественнику Рафаэлю Надалю — 1-6, 6-7(4), 3-6. На Мастерсе в Гамбурге он вновь победил Марата Сафина, но сразу же уступил другому россиянину — битому в Барселоне Николаю Давыденко — 6-3, 2-6, 1-6. На Ролан Гаррос Ферреро вновь встретился с россиянином на стадии третьего раунда и на этот раз победу одержал Сафин. В июне на траве в Халле Ферреро вышел в четвертьфинал, а на Уимблдонском турнире прошёл в четвёртый раунд, где его остановил первый в мире на тот момент Роджер Федерер. В июле он сыграл на двух грунтовых турнирах в Бостаде и Умаге, и оба раза его результатом стал выход в четвертьфинал. На мастерсе в Монреале в матче первого раунда он переиграл № 9 в мире Гильермо Корию, а в третьем уступил Доминику Хрбаты. Следующую победу над представителем топ-10 Ферреро одерживает в сентябре в четвертьфинале турнира в Пекине над Давидом Налбандяном. В полуфинале он проиграл второй ракетке мира Рафаэлю Надалю. На турнире в Палермо он сыграл в 1/4 финала, а на зальном турнире в Вене смог выйти в финал. На стадии четвертьфинала того турнира Ферреро снова переиграл Давида Налбандяна, в полуфинале оказался сильнее № 15 Радека Штепанека, а в финале уступил № 13 Ивану Любичичу — 2-6, 4-6, 6-7(5).
На Большом шлеме в Австралии 2006 года Ферреро проиграл на стадии третьего раунда. В феврале он сыграл в полуфинале в Буэнос-Айресе. В апреле достиг четвертьфинала в Барселоне, а в мае на Ролан Гаррос выбыл из борьбы за титул в третьем раунде. В июне Ферреро сыграл в 1/4 финала на траве в Хертогенбосе. Уимблдон он завершил на стадии третьего раунда. В июле он вышел в четвертьфинал в Бостаде. В августе Хуан Карлос здорово смотрелся на турнире серии Мастерс в Цинциннати. Испанец переиграл сразу трёх теннисистов из первой десятки: во втором раунде № 5 Джеймса Блейка (6-2, 6-4), в 1/4 финала № 2 Рафаэля Надаля (7-6(2), 7-6(3)) и в 1/2 финала № 7 Томми Робредо (6-3, 6-4). В финале Ферреро проиграл американцу Энди Роддику со счётом 3-6, 4-6. Результат в Цинциннати позволил Ферреро на время вернуться в топ-20. Но в дальнейшем оказалось, что Ферреро по-прежнему далек от своей лучшей формы. Hа Открытом чемпионате США испанец уже во втором раунде в трёх сетах проиграл 79-й ракетке мира французу Марку Жикелю, а потом на разных турнирах проиграл в первом раунде еще четыре матча.
В феврале 2007 года Ферреро сыграл в финале грунтового турнира в Коста-ду-Сауипе, но в титульной встрече уступил Гильермо Каньясу — 6-7(4), 2-6. На турнире в Акапулько он добрался до финала. В апреле испанец вышел в полуфинал Мастерса в Монте-Карло, проиграв на этой стадии № 1 в мире Роджеру Федереру. На кортах Ролан Гаррос он добрался до стадии третьего раунда. На Уимблдонском турнире в матче третьего раунда Ферреро победил № 9 в мире Джеймса Блейка. Обыграв затем Янко Типсаревича, Хуан Карлос впервые вышел в четвертьфинал Уимблдона. Теперь Ферреро выходил в 1/4 финала на всех четырёх турнирах серии Большого шлема. В борьбе за выход в полуфинал Ферреро проиграл Федереру. В июле Ферреро вышел в четвертьфинал в Штутгарте. В августе на Мастерсе в Цинциннати он смог обыграть шестую ракетку мира Фернандо Гонсалеса. В октябре на турнире в Вене он вновь обыграл чилийца и прошёл в полуфинал.

### 2008—2011

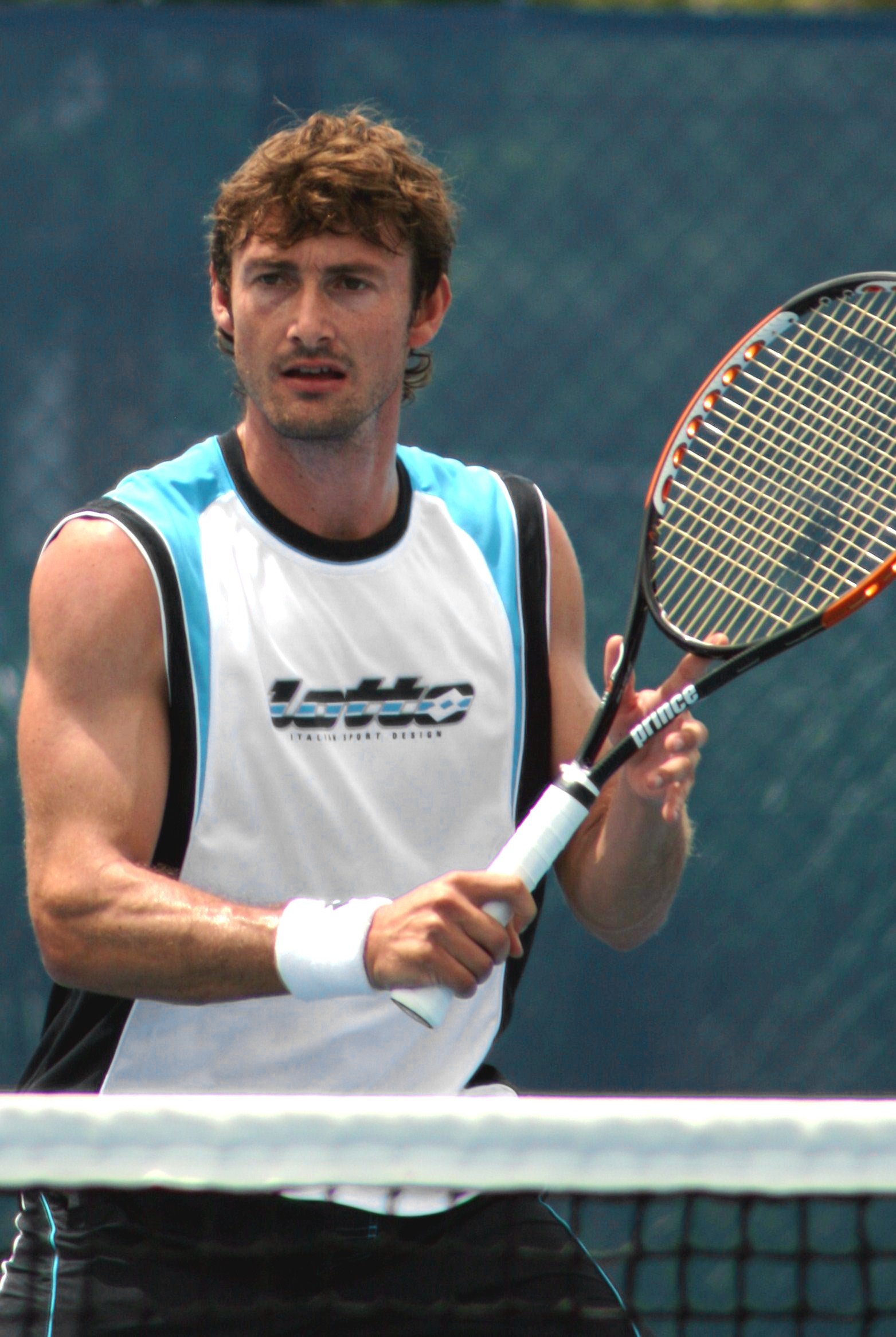
Ферреро на турнире в Брисбене 2009 года

В январе 2008 года Ферреро вышел в финал турнира в Окленде, но выиграть главный трофей ему не удалось. Он проиграл немцу Филиппу Кольшрайберу — 6-7(4), 5-7. на Австралийском чемпионате Хуан Карлос вышел в третий раунд, где проиграл пятой ракетке мира Давиду Ферреру. В мае на Мастерсе в Риме в матче второго раунда Ферреро смог обыграть «грунтового короля» Рафаэля Надаля 7-5, 6-1, прервав его серию из 17 побед подряд на этом турнире. Уже в следующем раунде он сам терпит поражение от швейцарца Стэна Вавринки. Матч второго раунда Уимблдонского турнира против Мишы Зверева Ферреро не смог доиграть из-за травмы задней поверхности бедра. В дальнейшем он пропустил несколько месяцев и появился вновь на корте в конце сентября. На первом после возвращения турнире в Пекине 28-летний испанский теннисист вышел в четвертьфинал турнира в Пекине. Ещё раз в сезоне до четвертьфинала он дошёл в октябре на турнире в Лионе.
Травмы сопровождали Ферреро и в 2009 году. В феврале он смог дважды выйти в четвертьфинал на турнирах в Коста-ду-Сауипе и Буэнос-Айресе. Пропустив больше месяца из-за травмы и выбыв из топ-100, Хуан Карлос вновь вышел на корт в апреле на турнире в Касабланке. Возвращение оказалось успешным для испанца и он сумел выиграть первый за шесть лет титул. В финале Ферреро переиграл француза Флорана Серра со счётом 6-4, 7-5. В июне на траве в Лондоне он прошёл в полуфинал, где уступил № 3 в мире Энди Маррею. На Уимблдонском турнире Ферреро также сыграл хорошо. Он смог обыграть двух теннисистов из первой десятки: в третьем раунде Фернандо Гонсалеса (№ 10) и в четвёртом Жиля Симона (№ 7). Попав в свой второй в карьере четвертьфинал на Уимблдоне, Ферреро вновь сразился с Энди Марреем и проиграл ему в трёх сетах. В июле испанский теннисист добрался до финала грунтового турнира в Умаге, но в борьбе за чемпионский титул проиграл № 9 в мире Николаю Давыденко — 3-6, 0-6. На Открытом чемпионате США в третьем раунде Ферреро вновь смог пройти Жиля Симона на отказе соперника от продолжения матча в четвёртом сете. В следующем раунде он проиграл Хуану Мартину дель Потро, который стал чемпионом того розыгрыша турнира. В финале кубка Дэвиса против сборной Чехии он не принял участие, однако внёс вклад в общую победу Испании в 2009 году. По ходу сезона Ферреро сыграл два матча на разных стадиях Кубка Дэвиса и оба раза выиграл.
В феврале 2010 года Ферреро одержал впечатляющую серию побед. На грунтовом турнире в Коста-ду-Сауипе. В финале он оказался сильнее поляка Лукаша Кубота — 6-1, 6-0. Через неделю он отпраздновал ещё одну победу на турнире в Буэнос-Айресе. На этот раз в финале был обыгран соотечественник Давид Феррер — 5-7, 6-4, 6-3. Ещё через неделю испанцы вновь встретились в финале турнира в Акапулько. На этот раз сильнее оказался Феррер (3-6, 6-3, 1-6), прервав победную серию Ферреро. Удачная серия выступлений позволила Ферреро подняться на 14-ю строчку мирового рейтинга. В апреле на Мастерсе в Монте-Карло он вышел в четвертьфинал, обыграв № 10 в мире Жо-Вильфрида Тсонга, уступив в двух сетах Надалю. В мае на Открытом чемпионате Франции испанский спортсмен вышел в третий раунд, где в пяти сетах уступил американцу Робби Джинепри, а на Уимблдоне в первом же раунде в пяти сетах не совладал с ровесником из Бельгии, бывшим полуфиналистом Ксавье Малисе. В июле Ферреро отметился выходом в полуфинал в Штутгарте и четвертьфинал в Гамбурге, а затем выиграл турнир в Умаге. В финале он переиграл итальянца Потито Стараче со счётом 6-4, 6-4. На Открытом чемпионате США Хуан Карлос вышел в третий раунд, где уступил в трех сетах австрийцу Юргену Мельцеру, после чего пропустил концовку сезона из-за травм колена и запястья. В октябре ему была сделана операция.
Возвращение на корт после травм произошло в апреле 2011 года на турнире в Барселоне, где Ферреро сыграл в четвертьфинале. Сыграв всего на двух турнирах он вновь делает паузу из-за травм и следующий раз выступил в июле на турнире в Штутгарте. Ферреро смог сразу же выиграть титул, обыграв в решающем матче Пабло Андухара — 6-4, 6-0. Этот трофей стал 16-м в карьере испанца на турнирах АТП и последним в его профессиональной карьере. Через две недели после этого успеха он смог пройти в полуфинал турнира в Умаге. На Открытом чемпионате США в матче второго раунда он за 4 часа 48 минут одержал трудовую победу над № 7 в мире Гаэлем Монфисом (7-6(5), 5-7, 6-7(5), 6-4, 6-4), а в целом вышел в четвертый раунд соревнований. Осенью он дважды доходил до стадии 1/4 финала (на турнирах в Пекине и Валенсии).

### 2012 год (завершение карьеры)
В 2012 году Ферреро выступает очень плохо и первую победу в сезоне одержал лишь в мае на Мастерсе в Риме, где смог переиграть Кевина Андерсона и № 14 в мире Гаэля Монфиса, но в третьем раунде проиграл Федереру, второй ракетке мира. Счет личных встреч между ними стал 3-10 в пользу Федерера. Больше в официальных матчах они не встречались. На Ролан Гаррос Ферреро во втором круге проиграл Марину Чиличу, а на Уимблдоне жребий уже в первом раунде свел испанца с первой ракеткой мира Новаком Джоковичем, и Ферреро проиграл в трёх сетах. После Уимблдона Ферреро участвовал в грунтовом турнире в Умаге, но проиграл там в первом же раунде. Открытый чемпионат США испанец пропустил, а 12 сентября 2012 года он анонсировал завершение спортивной карьеры. Последний матч в одиночном разряде он сыграл на турнире в Валенсии, где в первом же раунде проиграл соотечественнику Николасу Альмагро 5-7, 3-6, а в парном разряде последний матч он сыграл 27 октября в Валенсии. Им стал полуфинальный матч парного разряда (партнер — Давид Феррер), против пары Александр Пейя / Бруно Соарес. Последний сезон он завершил с балансом побед и поражений 5-12. 9 ноября 2012 года, в Лондоне, во время проведения Финалa Мирового тура, Хуан Карлос получил специальную награду, отметившую окончание его карьеры.
В 2017 году он один раз появился в туре, сыграв в парный матч на турнире в Барселоне. В дуэте с Пабло Карреньо Бустой он проиграл уже на старте турнира.

## Тренерская карьера
В июле 2017 года Ферреро начал работать тренером тогда № 11 немца Александра Зверева. Работа закончилась в феврале 2018 года из-за нескольких разногласий и разному подходу к тренировкам. В 2019 году он начал тренировать своего 16-летнего соотечественника Карлоса Алькараса, который в 2022 году в 19 лет стал первым теннисистом, рожденным в 21-м веке, который выиграл турнир турнир Большого Шлема и стал первой ракеткой мира.

## Рейтинг на конец года
| Год  | Одиночный рейтинг | Парный рейтинг |
| 2012 | 213               | 348            |
| 2011 | 50                |                |
| 2010 | 29                |                |
| 2009 | 23                |                |
| 2008 | 55                |                |
| 2007 | 24                |                |
| 2006 | 23                | 684            |
| 2005 | 18                | 1438           |
| 2004 | 31                | 1211           |
| 2003 | 3                 | 854            |
| 2002 | 4                 | 200            |
| 2001 | 5                 | 771            |
| 2000 | 12                |                |
| 1999 | 42                | 872            |
| 1998 | 346               | 672            |
| 1997 | 681               |                |

По данным официального сайта ATP на последнюю неделю года.

## Выступления на турнирах

### Финалы турниров Большого шлема в одиночном разряде (3)

#### Победа (1)
| №  | Год  | Турнир                     | Соперник       | Счёт        |
| 1. | 2003 | Открытый чемпионат Франции | Мартин Веркерк | 6-1 6-3 6-2 |

#### Поражения (2)
| №  | Год  | Турнир                     | Соперник      | Счёт            |
| 1. | 2002 | Открытый чемпионат Франции | Альберт Коста | 1-6 0-6 6-4 3-6 |
| 2. | 2003 | Открытый чемпионат США     | Энди Роддик   | 3-6 6-7(2) 3-6  |

### Финалы Итогового турнира ATP в одиночном разряде (1)

#### Поражения (1)
| №  | Год  | Турнир        | Покрытие   | Соперник в финале | Счет                |
| 1. | 2002 | Шанхай, Китай | Хард (зал) | Ллейтон Хьюитт    | 5-7 5-7 6-2 6-2 4-6 |

### Финалы турнировATPв одиночном разряде (34)

#### Победы (16)
| Титулы (до/после 2009)                      |
| ------------------------------------------- |
| Турниры Большого шлема (1)*                 |
| Итоговый турнир ATP (0)                     |
| серия Мастерс (4)                           |
| ATP International series Gold / ATP 500 (2) |
| ATP International series / ATP 250 (9)      |

| Титулы по покрытиям | Титулы по месту проведения матчей турнира |
| ------------------- | ----------------------------------------- |
| Хард (3)*           | Зал (1)                                   |
| Грунт (13)          | Зал (1)                                   |
| Трава (0)           | Открытый воздух (15)                      |
| Ковёр (0)           | Открытый воздух (15)                      |

* количество побед в одиночном разряде.
| №   | Дата             | Турнир                     | Покрытие   | Соперник в финале | Счёт                |
| 1.  | 19 сентября 1999 | Мальорка, Испания          | Грунт      | Алекс Корретха    | 2-6 7-5 6-3         |
| 2.  | 4 марта 2001     | Дубай, ОАЭ                 | Хард       | Марат Сафин       | 6-2 3-1 — отказ     |
| 3.  | 15 апреля 2001   | Оэйраш, Португалия         | Грунт      | Феликс Мантилья   | 7-6(3) 4-6 6-3      |
| 4.  | 29 апреля 2001   | Барселона, Испания         | Грунт      | Карлос Мойя       | 4-6 7-5 6-3 3-6 7-5 |
| 5.  | 13 мая 2001      | Рим, Италия                | Грунт      | Густаво Куэртен   | 3-6 6-1 2-6 6-4 6-2 |
| 6.  | 21 апреля 2002   | Монте-Карло, Монако        | Грунт      | Карлос Мойя       | 7-5 6-3 6-4         |
| 7.  | 29 сентября 2002 | Гонконг                    | Хард       | Карлос Мойя       | 6-3 1-6 7-6(4)      |
| 8.  | 20 апреля 2003   | Монте-Карло, Монако (2)    | Грунт      | Гильермо Кория    | 6-2 6-2             |
| 9.  | 4 мая 2003       | Валенсия, Испания (2)      | Грунт      | Кристоф Рохус     | 6-2 6-4             |
| 10. | 8 июня 2003      | Открытый чемпионат Франции | Грунт      | Мартин Феркерк    | 6-1 6-3 6-2         |
| 11. | 19 октября 2003  | Мадрид, Испания            | Хард (зал) | Николас Массу     | 6-3 6-4 6-3         |
| 12. | 12 апреля 2009   | Касабланка, Марокко        | Грунт      | Флоран Серра      | 6-4 7-5             |
| 13. | 14 февраля 2010  | Коста-ду-Сауипе, Бразилия  | Грунт      | Лукаш Кубот       | 6-1 6-0             |
| 14. | 21 февраля 2010  | Буэнос-Айрес, Аргентина    | Грунт      | Давид Феррер      | 5-7 6-4 6-3         |
| 15. | 1 августа 2010   | Умаг, Хорватия             | Грунт      | Потито Стараче    | 6-4 6-4             |
| 16. | 17 июля 2011     | Штутгарт, Германия         | Грунт      | Пабло Андухар     | 6-4 6-0             |

#### Поражения (18)
| №   | Дата             | Турнир                     | Покрытие   | Соперник в финале  | Счёт                   |
| 1.  | 13 февраля 2000  | Дубай, ОАЭ                 | Хард       | Николас Кифер      | 5-7 6-4 3-6            |
| 2.  | 30 апреля 2000   | Барселона, Испания         | Грунт      | Марат Сафин        | 3-6 3-6 4-6            |
| 3.  | 20 мая 2001      | Гамбург, Германия          | Грунт      | Альберт Портас     | 6-4 2-6 6-0 6-7(5) 5-7 |
| 4.  | 15 июля 2001     | Гштад, Швейцария           | Грунт      | Иржи Новак         | 1-6 7-6(5) 5-7         |
| 5.  | 9 июня 2002      | Открытый чемпионат Франции | Грунт      | Альберт Коста      | 1-6 0-6 6-4 3-6        |
| 6.  | 28 июля 2002     | Кицбюэль, Австрия          | Грунт      | Алекс Корретха     | 4-6 1-6 3-6            |
| 7.  | 17 ноября 2002   | Итоговый турнир ATP        | Хард (зал) | Ллейтон Хьюитт     | 5-7 5-7 6-2 6-2 4-6    |
| 8.  | 12 января 2003   | Сидней, Австралия          | Хард       | Ли Хён Тхэк        | 6-4 6-7(6) 6-7(4)      |
| 9.  | 7 сентября 2003  | Открытый чемпионат США     | Хард       | Энди Роддик        | 3-6 6-7(2) 3-6         |
| 10. | 28 сентября 2003 | Бангкок, Таиланд           | Хард (зал) | Тейлор Дент        | 3-6 6-7(5)             |
| 11. | 22 февраля 2004  | Роттердам, Нидерланды      | Хард (зал) | Ллейтон Хьюитт     | 7-6(1) 5-7 4-6         |
| 12. | 24 апреля 2005   | Барселона, Испания (2)     | Грунт      | Рафаэль Надаль     | 1-6 6-7(4) 3-6         |
| 13. | 16 октября 2005  | Вена, Австрия              | Хард (зал) | Иван Любичич       | 2-6 4-6 6-7(5)         |
| 14. | 20 августа 2006  | Цинциннати, США            | Хард       | Энди Роддик        | 3-6 4-6                |
| 15. | 18 февраля 2007  | Коста-ду-Сауипе, Бразилия  | Грунт      | Гильермо Каньяс    | 6-7(4) 2-6             |
| 16. | 12 января 2008   | Окленд, Новая Зеландия     | Хард       | Филипп Кольшрайбер | 6-7(4) 5-7             |
| 17. | 2 августа 2009   | Умаг, Хорватия             | Грунт      | Николай Давыденко  | 3-6 0-6                |
| 18. | 27 февраля 2010  | Акапулько, Мексика         | Грунт      | Давид Феррер       | 3-6 6-3 1-6            |

### Финалычелленджерови фьючерсов в одиночном разряде (12)

#### Победы (8)
| Титулы           |
| Челленджеры (2)* |
| Фьючерсы (6)     |

| Титулы по покрытиям | Титулы по месту проведения матчей турнира |
| ------------------- | ----------------------------------------- |
| Хард (0)*           | Зал (0)                                   |
| Грунт (8)           | Зал (0)                                   |
| Трава (0)           | Открытый воздух (8)                       |
| Ковёр (0)           | Открытый воздух (8)                       |

* количество побед в одиночном разряде.
| №  | Дата            | Турнир             | Покрытие | Соперник в финале        | Счёт        |
| 1. | 26 июля 1998    | Гандия, Испания    | Грунт    | Горка Фрайле             | 6-2 6-0     |
| 2. | 6 сентября 1998 | Сантандер, Испания | Грунт    | Эмилио Виуда Эрнандес    | 6-1 6-1     |
| 3. | 7 февраля 1999  | Картахена, Испания | Грунт    | Франсиско Фогес Доменек  | 6-1 6-3     |
| 4. | 14 февраля 1999 | Картахена, Испания | Грунт    | Херман Пуэнтес Альканис  | 6-4 6-1     |
| 5. | 21 февраля 1999 | Картахена, Испания | Грунт    | Херман Пуэнтес Альканис  | 7-6 6-2     |
| 6. | 28 февраля 1999 | Картахена, Испания | Грунт    | Серхи Дюран Бернад       | 6-1 6-4     |
| 7. | 11 апреля 1999  | Неаполь, Италия    | Грунт    | Хуан Альберт Вилока Пуиг | 3-6 7-6 6-1 |
| 8. | 13 июня 1999    | Майа, Португалия   | Грунт    | Мариано Худ              | 6-3 5-7 6-3 |

#### Поражения (4)
| №  | Дата           | Турнир              | Покрытие | Соперник в финале  | Счёт        |
| 1. | 19 апреля 1998 | Рим, Италия         | Грунт    | Мигель Пастура     | 4-6 5-7     |
| 2. | 10 мая 1998    | Кашкайш, Португалия | Грунт    | Жуан Кунья и Силва | 6-7 3-6     |
| 3. | 6 июня 1999    | Простеёв, Чехия     | Грунт    | Ричард Фромберг    | 6-7 7-5 4-6 |
| 4. | 18 июля 1999   | Грац, Австрия       | Грунт    | Томаш Зиб          | 6-7 1-6     |

### Финалычелленджерови фьючерсов в парном разряде (2)

#### Поражения (2)
| №  | Дата            | Турнир             | Покрытие | Партнёр         | Соперники в финале                     | Счёт        |
| 1. | 19 июля 1998    | Эльче, Испания     | Грунт    | Фелисиано Лопес | Серхи Дюран Бернад Хавьер Перес Васкес | 6-7 3-6     |
| 2. | 6 сентября 1998 | Сантандер, Испания | Грунт    | Фелисиано Лопес | Даниэль Палссон Роберт Самуэльссон     | 3-6 6-3 2-6 |

### Финалы командных турниров (5)

#### Победы (3)
| №  | Год  | Турнир       | Команда                                                    | Соперник в финале                                    | Счёт |
| 1. | 2000 | Кубок Дэвиса | Испания Х.М. Балселлс, А. Корретха, А. Коста, Х.К. Ферреро | Австралия М. Вудфорд, П. Рафтер, С. Столл, Л. Хьюитт | 3-1  |
| 2. | 2004 | Кубок Дэвиса | Испания К. Мойя, Р. Надаль, Т. Робредо, Х.К. Ферреро       | США Б. Брайан, М. Брайан, Э. Роддик, М. Фиш          | 3-2  |
| 3. | 2009 | Кубок Дэвиса | Испания не играл в финале                                  | Чехия Т. Бердых, Я. Гайек, Л. Длоуги, Р. Штепанек    | 5-0  |

#### Поражения в финалах (2)
| №  | Год  | Турнир       | Команда                                              | Соперник в финале                                            | Счёт |
| 1. | 2003 | Кубок Дэвиса | Испания А. Корретха, Ф. Лопес, К. Мойя, Х.К. Ферреро | Австралия У. Артурс, Т. Вудбридж, М. Филлиппуссис, Л. Хьюитт | 1-3  |
| 2. | 2012 | Кубок Дэвиса | Испания Не играл в финале.                           | Чехия Т. Бердых, Р. Штепанек                                 | 2-3  |

## История выступлений на турнирах
| Турнир                       | 1999          | 2000          | 2001          | 2002          | 2003          | 2004          | 2005          | 2006          | 2007          | 2008          | 2009                    | 2010                    | 2011                    | 2012                    | Итог   | В/П за карьеру |
| ---------------------------- | ------------- | ------------- | ------------- | ------------- | ------------- | ------------- | ------------- | ------------- | ------------- | ------------- | ----------------------- | ----------------------- | ----------------------- | ----------------------- | ------ | -------------- |
| Турниры Большого шлема       |               |               |               |               |               |               |               |               |               |               |                         |                         |                         |                         |        |                |
| Открытый чемпионат Австралии | -             | 3P            | 2P            | -             | 1/4           | 1/2           | 3P            | 3P            | 2P            | 4Р            | 1Р                      | 1Р                      | -                       | 1Р                      | 0 / 11 | 20-11          |
| Открытый чемпионат Франции   | К             | 1/2           | 1/2           | Ф             | П             | 2P            | 3Р            | 3Р            | 3Р            | 1Р            | 2Р                      | 3P                      | -                       | 2P                      | 1 / 12 | 34-11          |
| Уимблдонский турнир          | -             | -             | 3P            | 2P            | 4P            | 3P            | 4P            | 3P            | 1/4           | 2P            | 1/4                     | 1P                      | -                       | 1P                      | 0 / 11 | 22-11          |
| Открытый чемпионат США       | 1P            | 4P            | 3P            | 3P            | Ф             | 2P            | 1P            | 2P            | 1P            | -             | 4P                      | 3P                      | 4P                      | -                       | 0 / 12 | 23-12          |
| Итог                         | 0 / 1         | 0 / 3         | 0 / 4         | 0 / 3         | 1 / 4         | 0 / 4         | 0 / 4         | 0 / 4         | 0 / 4         | 0 / 3         | 0 / 4                   | 0 / 4                   | 0 / 1                   | 0 / 3                   | 1 / 46 |                |
| В/П в сезоне                 | 0-1           | 10-3          | 10-4          | 9-3           | 20-3          | 9-4           | 7-4           | 7-4           | 7-4           | 4-3           | 8-4                     | 4-4                     | 3-1                     | 1-2                     |        | 99-45          |
| Итоговые турниры             |               |               |               |               |               |               |               |               |               |               |                         |                         |                         |                         |        |                |
| Итоговый турнир ATP          | -             | -             | 1/2           | Ф             | Группа        | -             | -             | -             | -             | -             | -                       | -                       | -                       | -                       | 0 / 3  | 5-7            |
| Олимпийские игры             |               |               |               |               |               |               |               |               |               |               |                         |                         |                         |                         |        |                |
| Олимпиада                    | НП            | 1/4           | Не проводился | Не проводился | Не проводился | 2P            | Не проводился | Не проводился | Не проводился | -             | Не проводился           | Не проводился           | Не проводился           | -                       | 0 / 2  | 4-2            |
| Турниры Мастерс              |               |               |               |               |               |               |               |               |               |               |                         |                         |                         |                         |        |                |
| Индиан-Уэлс                  | -             | 1Р            | 1Р            | 1Р            | 2Р            | -             | 2Р            | 3Р            | 4Р            | 4Р            | -                       | 3Р                      | -                       | -                       | 0 / 9  | 8-9            |
| Майами                       | -             | 2Р            | 4Р            | 3Р            | 3Р            | -             | 4Р            | 2Р            | 2Р            | 3Р            | -                       | 4Р                      | -                       | -                       | 0 / 9  | 10-9           |
| Монте-Карло                  | -             | 1/4           | 2Р            | П             | П             | 1Р            | 1/2           | 3Р            | 1/2           | 3Р            | -                       | 1/4                     | -                       | -                       | 2 / 10 | 31-8           |
| Гамбург                      | -             | 2Р            | Ф             | 1Р            | -             | -             | 3Р            | 3Р            | 3Р            | -             | Не турнир серии Мастерс | Не турнир серии Мастерс | Не турнир серии Мастерс | Не турнир серии Мастерс | 0 / 6  | 12-6           |
| Рим                          | К             | 3Р            | П             | 2Р            | 1/2           | -             | -             | 1Р            | 2Р            | 3Р            | К                       | 1Р                      | -                       | 3Р                      | 1 / 9  | 18-8           |
| Монреаль/Торонто             | -             | 3Р            | 1/4           | 2Р            | 3Р            | 1Р            | 3Р            | 2Р            | 1Р            | -             | 3Р                      | -                       | 1Р                      | -                       | 0 / 10 | 13-10          |
| Цинциннати                   | -             | 1Р            | 2Р            | 1/2           | 2Р            | 2Р            | 2Р            | Ф             | 3Р            | -             | 1Р                      | -                       | 1Р                      | -                       | 0 / 10 | 15-10          |
| Штутгарт/Мадрид              | -             | 2Р            | 2Р            | 1/4           | П             | 2Р            | 1Р            | 2Р            | 3Р            | -             | 2Р                      | -                       | 1Р                      | 1Р                      | 1 / 11 | 10-10          |
| Шанхай                       | Не проводился | Не проводился | Не проводился | Не проводился | Не проводился | Не проводился | Не проводился | Не проводился | Не проводился | Не проводился | 1Р                      | -                       | 3Р                      | -                       | 0 / 2  | 2-2            |
| Париж                        | 2Р            | 1/2           | 3Р            | 2Р            | 3Р            | -             | 3Р            | -             | 1Р            | -             | -                       | -                       | 1Р                      | -                       | 0 / 8  | 7-8            |
| Статистика за карьеру        |               |               |               |               |               |               |               |               |               |               |                         |                         |                         |                         |        |                |
| Проведено финалов            | 1             | 2             | 6             | 5             | 7             | 1             | 2             | 1             | 1             | 1             | 2                       | 4                       | 1                       | 0                       | 34     |                |
| Выиграно турниров АТП        | 1             | 0             | 4             | 2             | 4             | 0             | 0             | 0             | 0             | 0             | 1                       | 3                       | 1                       | 0                       | 16     |                |
| В/П: всего                   | 16-8          | 46-26         | 57-21         | 48-25         | 67-21         | 23-16         | 46-27         | 28-23         | 34-23         | 21-15         | 35-20                   | 33-14                   | 20-11                   | 5-12                    |        | 479-262        |
| Σ % побед                    | 67 %          | 64 %          | 73 %          | 66 %          | 76 %          | 59 %          | 63 %          | 55 %          | 60 %          | 58 %          | 64 %                    | 70 %                    | 65 %                    | 29 %                    |        | 65 %           |